# Bienkoxenus gobiensis
Bienkoxenus gobiensis är en insektsart som först beskrevs av Bei-bienko 1951.  Bienkoxenus gobiensis ingår i släktet Bienkoxenus och familjen vårtbitare. Inga underarter finns listade i Catalogue of Life.